# یرواند کوچار
یرواند کوچار (ارمنی: Երվանդ Քոչար؛ ۱۵ ژوئن ۱۸۹۹ – ۲۲ ژانویه ۱۹۷۹) یک مجسمه‌ساز، و نقاش اهل ارمنستان بود.

## زندگی‌نامه
کوچار در ۱۵ ژوئن ۱۸۹۹ در تفلیس امپراتوری روسیه به دنیا آمد. وی در سال ۱۹۱۸ از مدرسه نرسیسیان فارغ‌التحصیل شد؛ و بین سال‌های ۱۹۱۵–۱۹۱۸ همچنین وی در مدرسه هنری انجمن قفقازی برای ترویج هنرهای زیبا در تفلیس تحصیل نمود. از سال ۱۹۱۸ تا ۱۹۱۹ در استودیوی هنری آزاد مسکو تحصیل نمود. بین سال‌های ۱۹۴۱ و ۱۹۴۳ کوچار به اتهامات سیاسی محرمانه زندانی شد. وی با مانیک مکرتچیان که لغت‌شناس بود ازدواج نمود این زوج صاحب دو پسر به نام‌های هایکاز (زاده ۱۹۴۶) و روبن (زاده ۱۹۵۳) شدند. وی در روز ۲۲ ژانویه ۱۹۷۹ در ایروان ارمنستان درگذشت. در سال ۱۹۸۴ موزه ای به نام موزه کوچار برای نمایش آثار هنری وی در نزدیکی کاسکاد ایروان افتتاح شد.

## آثار

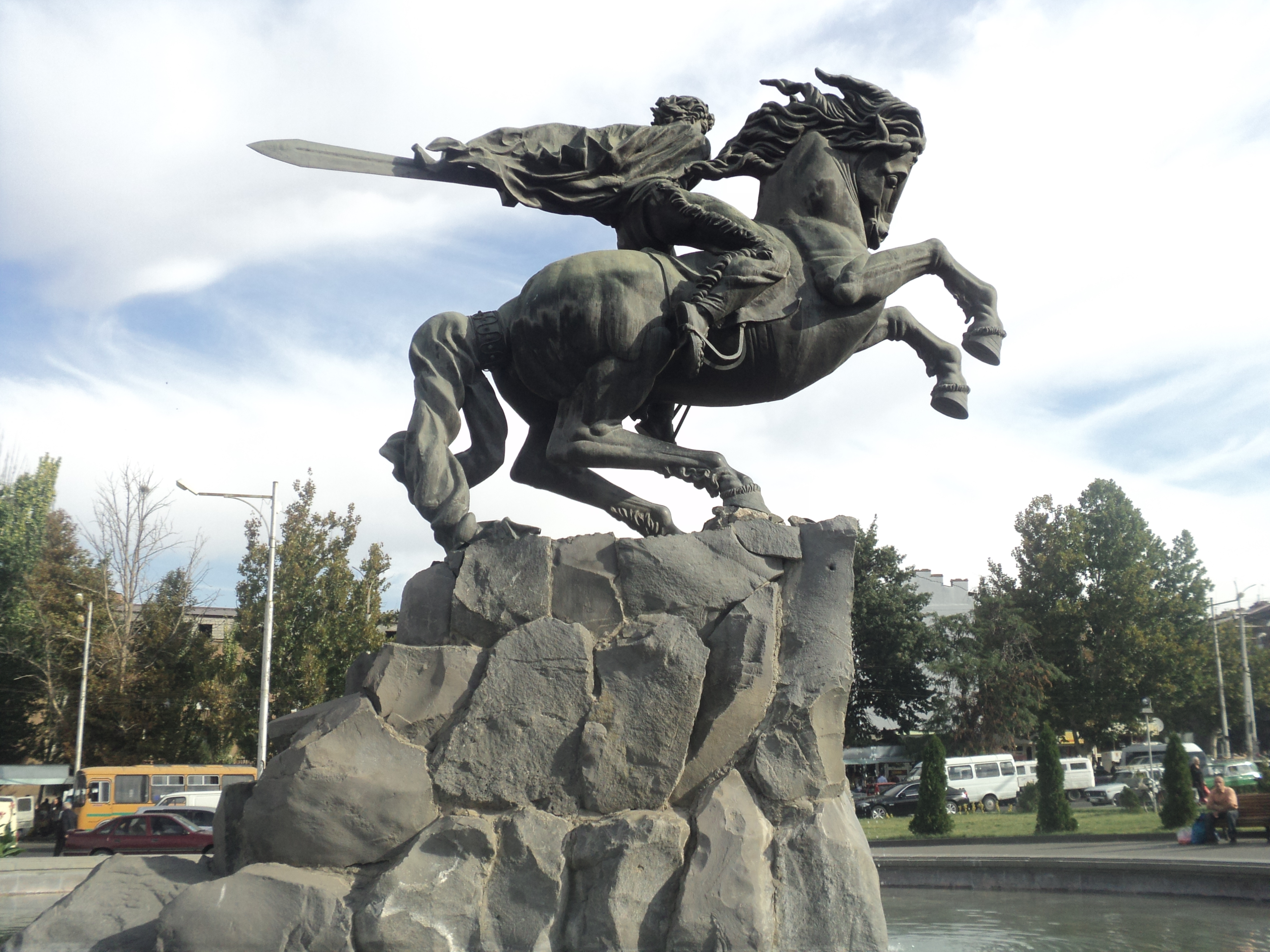
«Սասունցի Դավիթ»
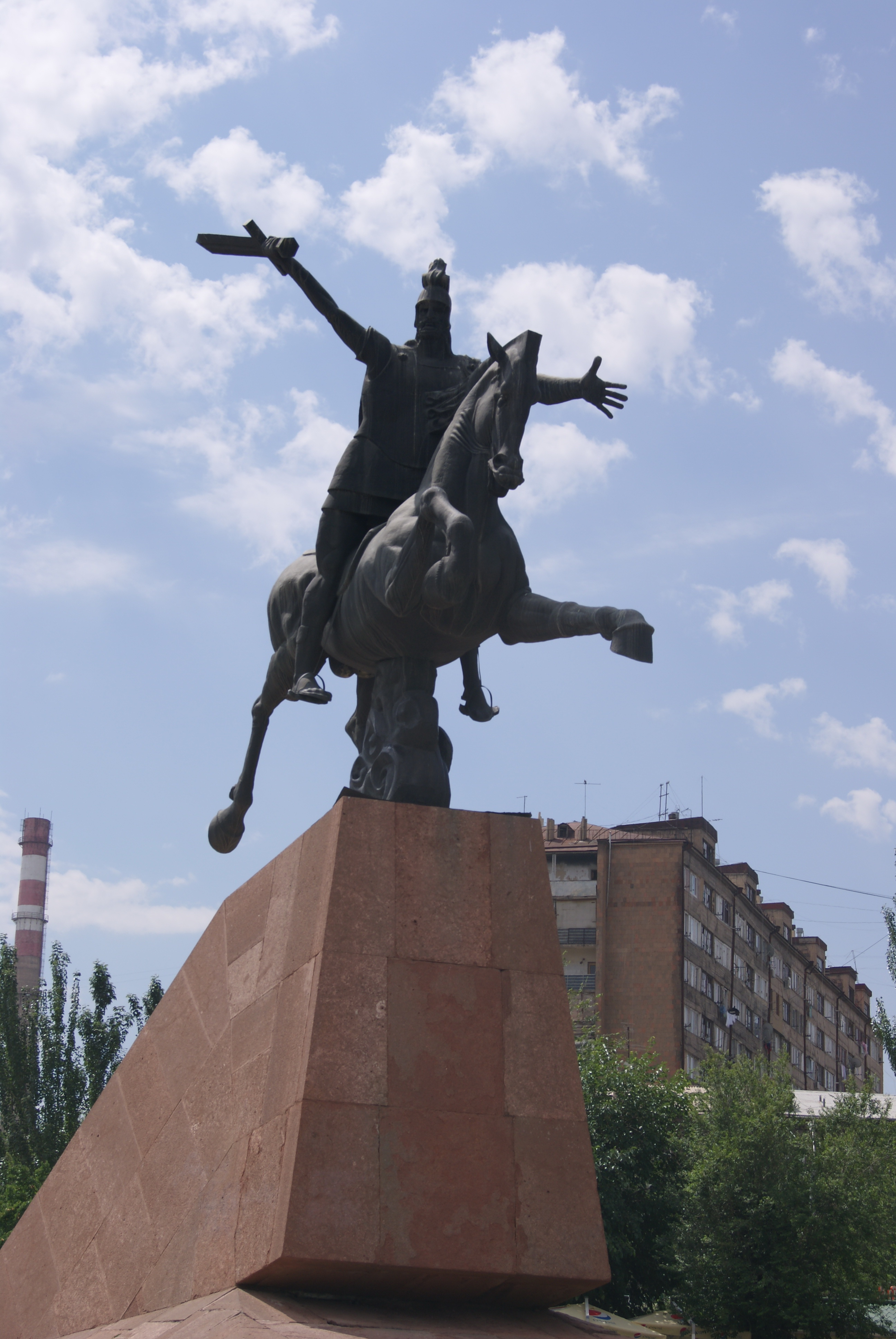
«Վարդան Մամիկոնյան»
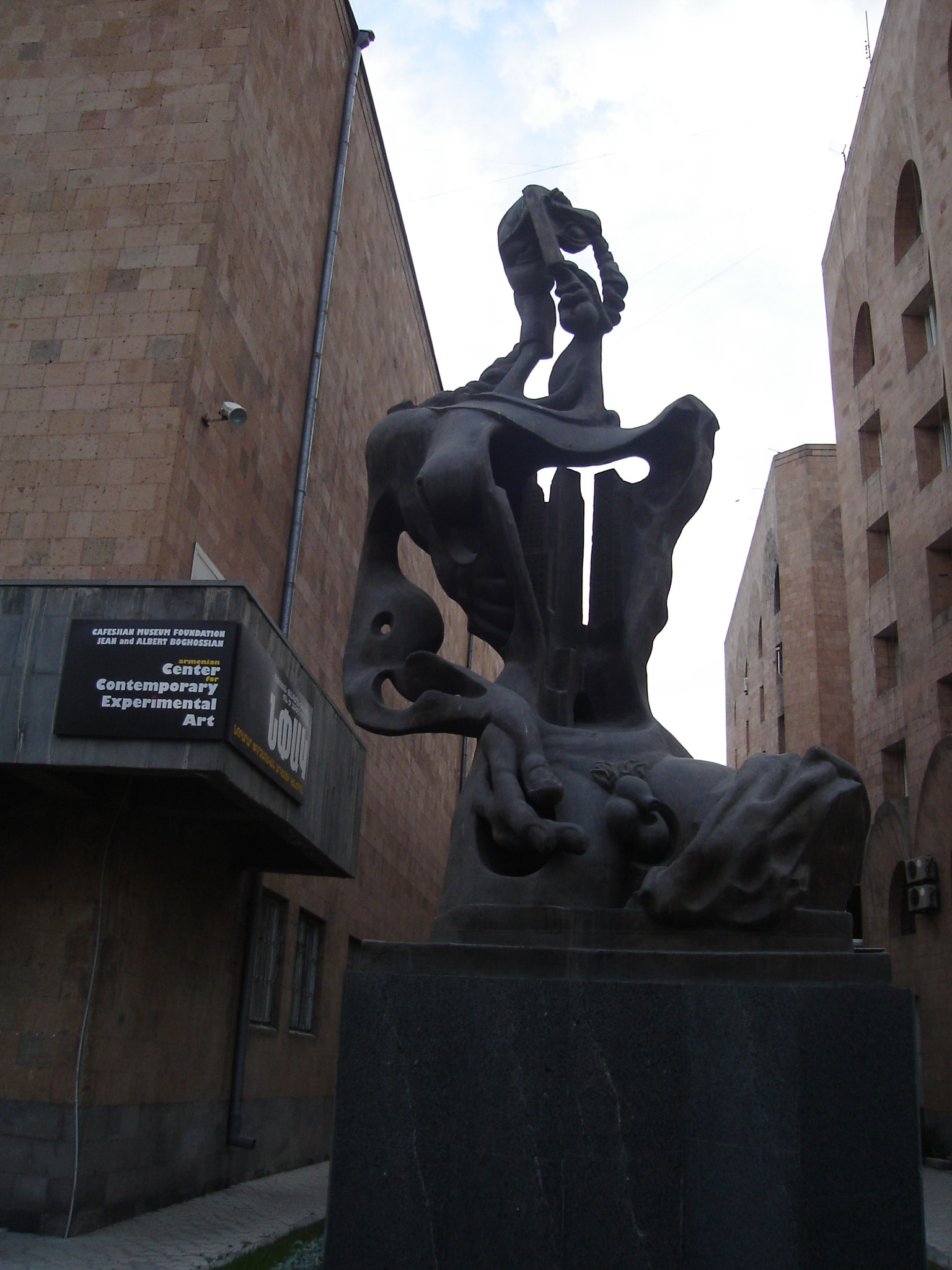
«Մելամաղձություն»
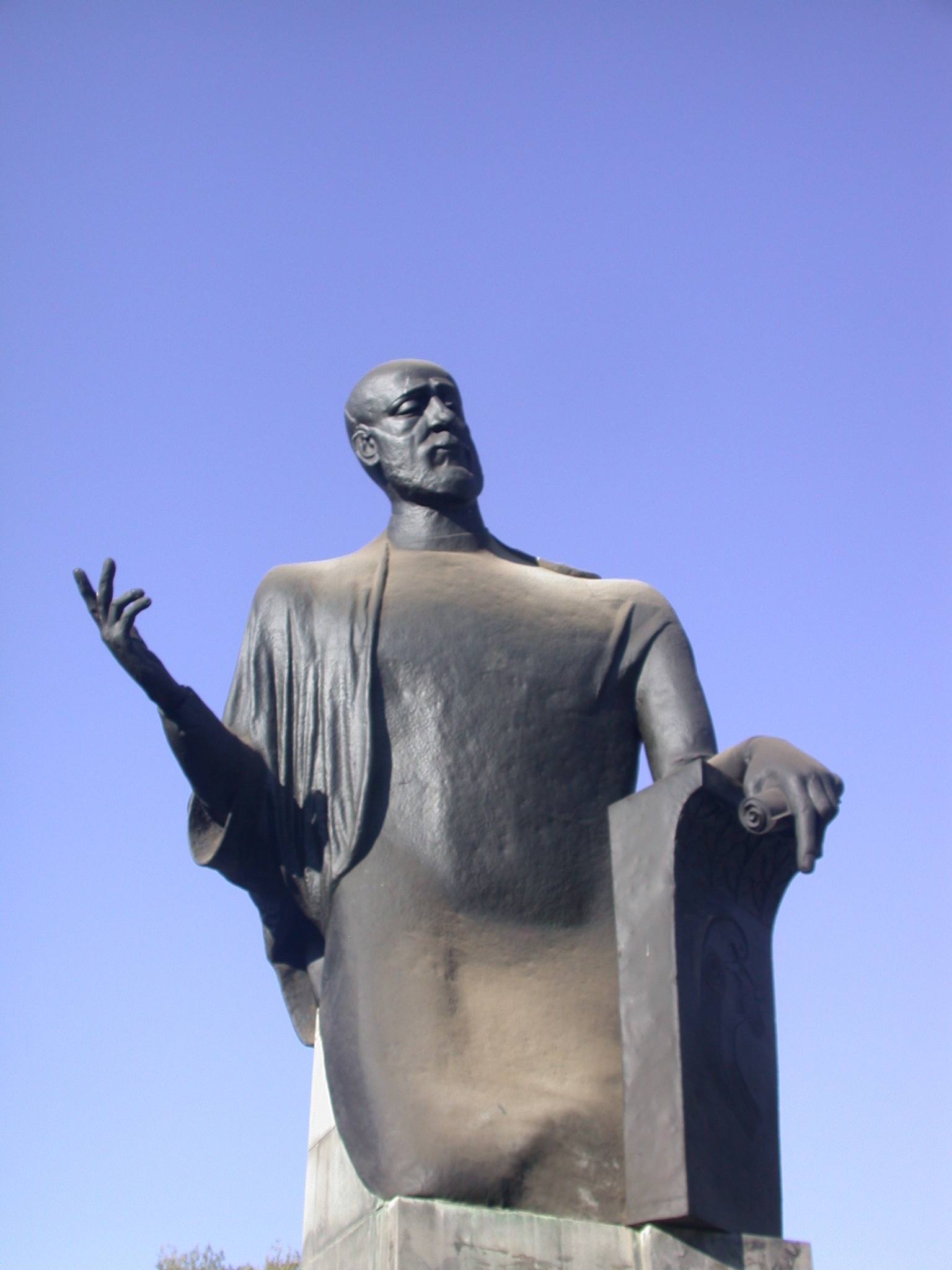
Կոմիտասի հուշարձան (Վաղարշապատ)
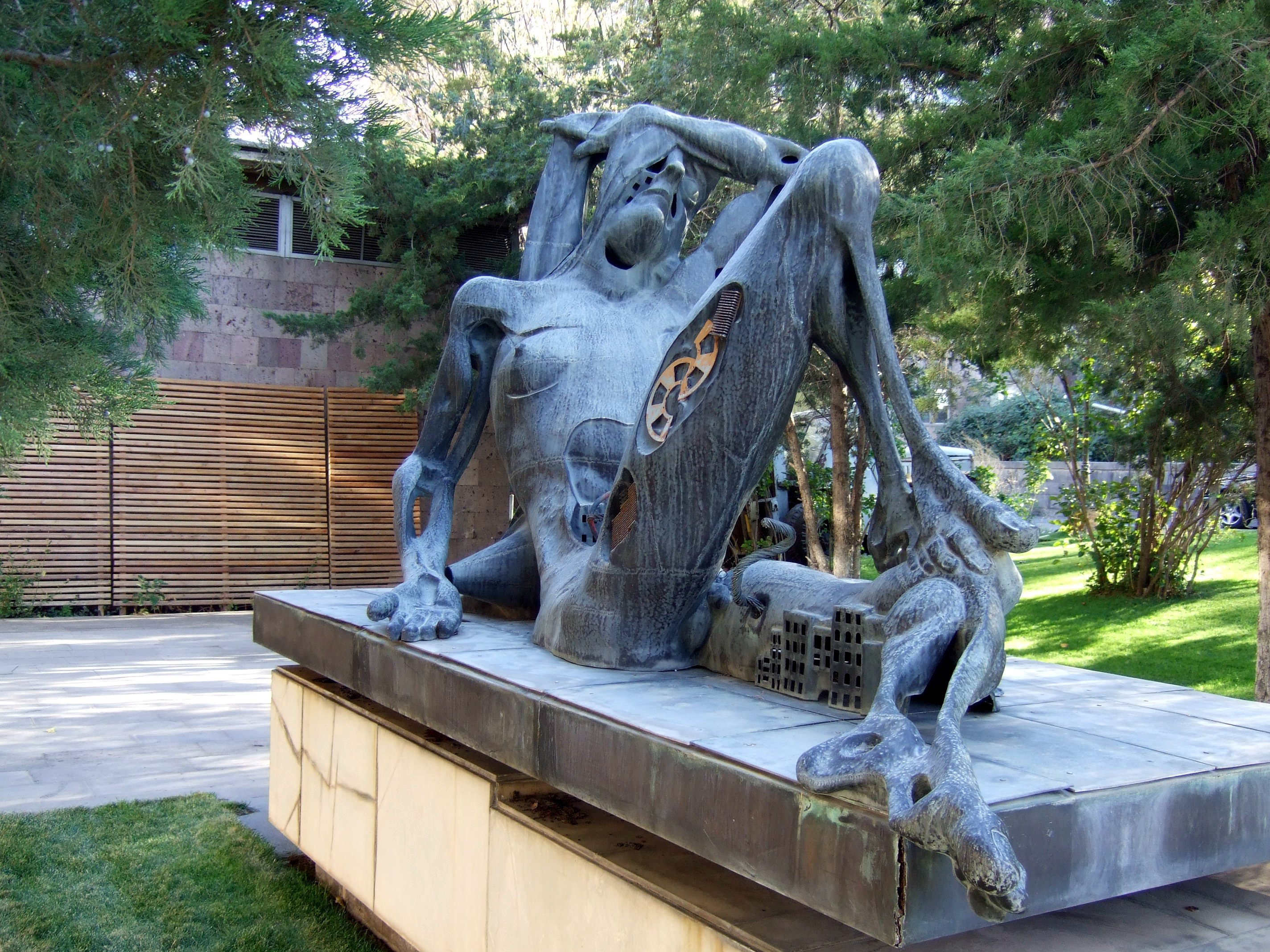
Կիբեռնետիկայի մուսան (քանդակ, Երևան)
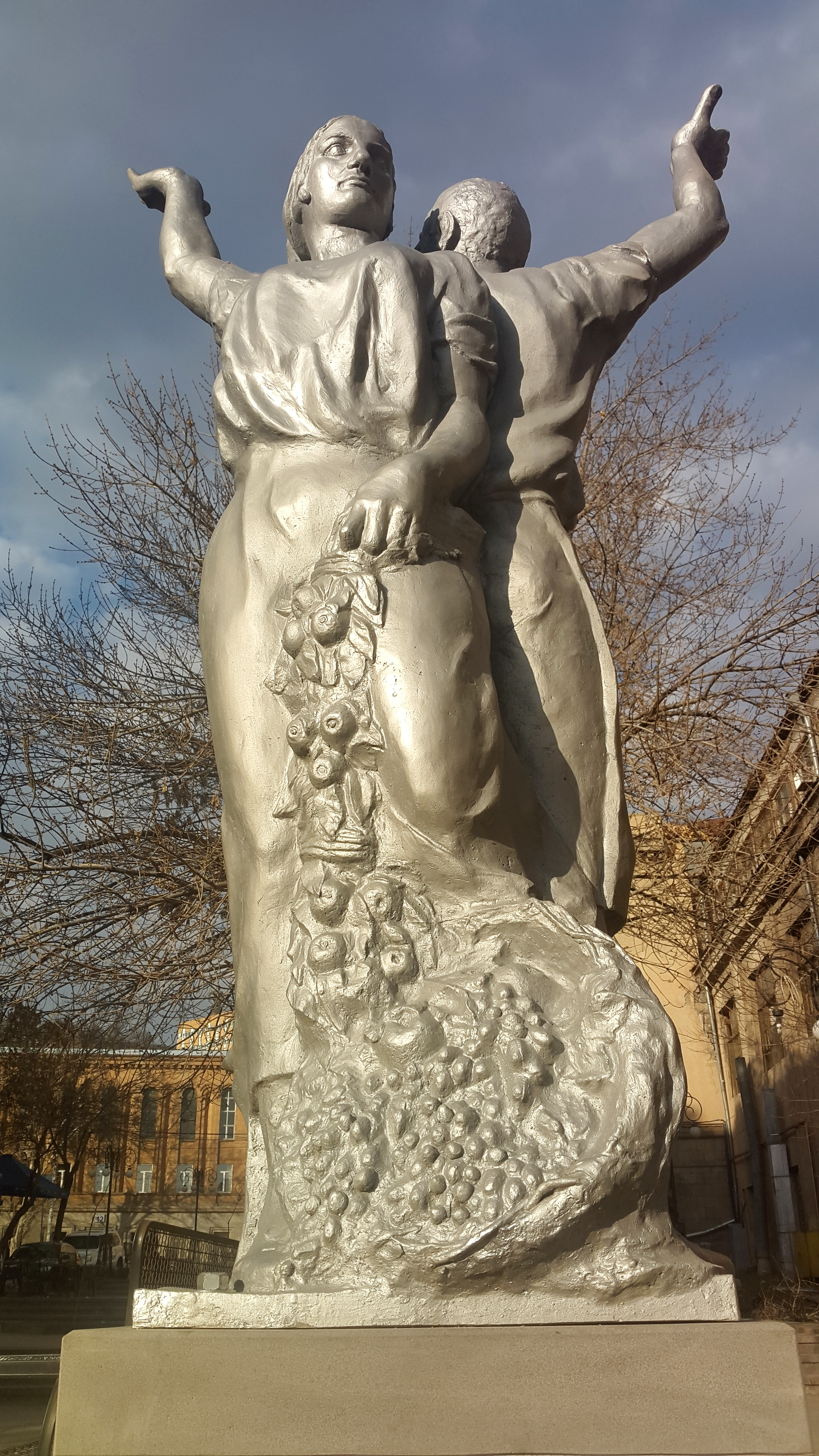
Ձոն միաբանության